# Dekanat Jonava

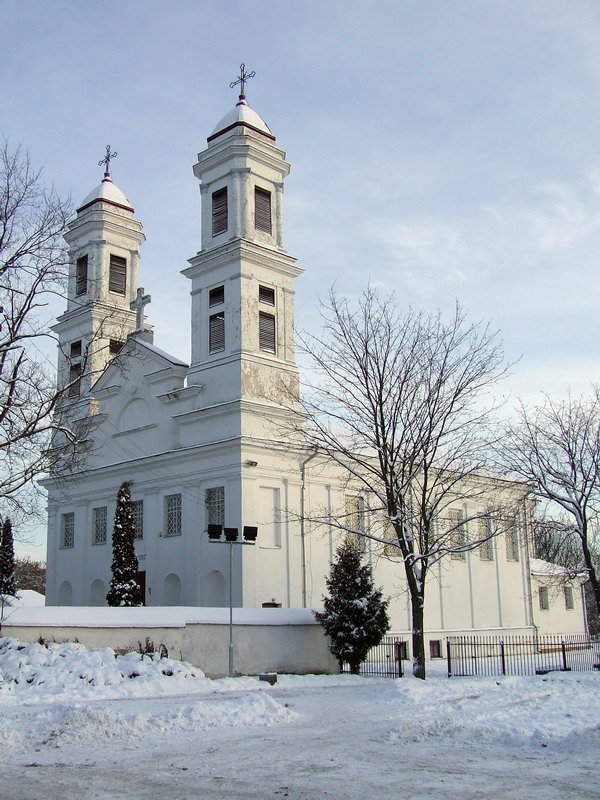
Kirche des Heiligen Apostels Jakobus (Jonava)

Das Dekanat Jonava ist ein Dekanat in der Stadtkirche Jonava der römisch-katholischen Diözese Kaunas.

## Geistliche
Dekan
- 1974: Vincas Algirdas Pranckietis (1923–2016)
- 1994: Kęstutis Grabauskas
- 1997: Vytautas Grigaravičius
- 2002: Valdas Pauža
- 2002: Sigitas Bitkauskas
- Seit 2007: Audrius Mikitiukas (* 1978)

## Kirchengemeinden
- Pfarrgemeinde des heiligen Erzengels Michael (Michaelskirche), Bukonys
- Pfarrgemeinde des heiligen Apostels Jakobs (Kirche des Hl. Apostels Jakobus), Jonava
  - Kirche der Hl. Anna, Skaruliai
- Pfarrgemeinde des heiligen Apostels Johannes (Kirche), Jonava
- Pfarrgemeinde der Heiligsten Jungfrau Maria (Kirche), Kulva
- Pfarrgemeinde der Hl. Kreuzauffindung (Hl. Kreuzauffindungskirche), Panoteriai
- Pfarrgemeinde des Hl. Geistes (Kapelle), Rukla
- Pfarrgemeinde des heiligen Erzengels Michael (Hl.-Erzengel-Michael-Kirche), Upninkai
- Pfarrgemeinde Mariä Geburt (Kirche), Žeimiai